# Cerro Paula
Cerro Paula är ett berg i Mexiko.   Det ligger i delstaten Hidalgo, i den sydöstra delen av landet, 50 km nordost om huvudstaden Mexico City. Toppen på Cerro Paula är 2 625 meter över havet, eller 280 meter över den omgivande terrängen. Bredden vid basen är 5,2 kilometer.
Terrängen runt Cerro Paula är platt åt nordväst, men åt sydost är den kuperad. Runt Cerro Paula är det ganska tätbefolkat, med 199 invånare per kvadratkilometer. Närmaste större samhälle är Ojo de Agua, 15,7 km sydväst om Cerro Paula. Trakten runt Cerro Paula består till största delen av jordbruksmark.